# Markus Gier
Markus Gier, švicarski veslač, * 1. januar 1970.
Skupaj z bratom Michaelom je leta 1996 na Olimpijskih igrah v Atlanti osvojil zlato medaljo v lahkem dvojnem dvojcu. Skupaj sta nastopila tudi na Poletnih olimpijskih igrah 2000 v Sydney, kjer sta osvojila peto mesto.